# Ailsa Keating
Ailsa Macgregor Keating () é uma matemática britânica, especializada em geometria simplética e simetria especular homológica. É lecturer do Departamento de Matemática Pura e Estatística Matemática da Universidade de Cambridge.

## Formação e carreira
Keating cresceu em Toulouse, França. Estudou matemática no Clare College da Universidade de Cambridge de 2005 a 2009, obtendo um mestrado através da Parte III do Mathematical Tripos. Passou para a pós-graduação no Instituto de Tecnologia de Massachusetts, completando um doutorado em 2014 com a tese Symplectic properties of Milnor fibres, orientada por Paul Seidel.
Retornou a Cambridge como Junior Research Fellow no Trinity College (Cambridge) em 2014, ao mesmo tempo fazendo pesquisa de pós-doutorado como Simons Junior Fellow na Universidade Columbia e membro do Instituto de Estudos Avançados de Princeton. Tornou-se lecturer em Cambridge em 2017.

## Reconhecimento
Keating é a vencedora do Prêmio Berwick 2021 da London Mathematical Society, por sua pesquisa usando torções de Dehn para estudar as simetrias de variedades simpléticas.